# Н-57
Н-57 (Нудельман) — советская авиационная пушка калибра 57 мм.

## Разработка
57-мм автоматическая пушка Н-57 была разработана ОКБ-16 в инициативном порядке. Началось создание пушки под руководством ведущего конструктора Г. А. Жирных ещё в конце Великой Отечественной войны. Для такого калибра, пушка имела относительно небольшую массу и удобно компоновалась в самолёте. Усилие отдачи также было относительно невелико, но влияние на самолёт импульса стрельбы естественно было повышенным. Автоматика пушки работала на энергии отдачи при коротком ходе ствола. При разработке 57-мм патрона для пушки, конструкторы пошли по тому же пути, что и в случае с НС-23 и Н-37, начальная скорость была уменьшена до 700 м/с.
После стрельбы в тире, 10 и 17 октября М. Л. Галлаем, на истребителе МиГ-9 «Ф-3» (третий прототип) были совершены вылеты на полигон в Ногинске и стрельбы. Огневые испытания пушки прошли успешно. Это был первый и единственный в истории авиации случай установки 57-мм пушки на реактивном истребителе.
Пушку Н-57 предполагалось устанавливать на тяжелый двухмоторный истребитель С.М. Алексеева И-211.
В 1947 году производство пушки Н-57 было начато на заводе № 535 (г. Тула), где была изготовлена опытная серия из 36 пушек. Но в производство МиГ-9 были запущены с 37-мм пушкой Н-37, хотя часть самолётов первой партии всё же была оснащена пушкой Н-57. Впоследствии на всех самолётах она была заменена на пушку Н-37. Изменения в составе вооружения МиГ-9 утверждал лично И. В. Сталин.